# MusicJAPANplus
musicJAPANplus — ежедневный онлайн журнал, выпускаемый cool JAPAN inc. Пристальное внимание уделяется музыкальной жизни Японии, её основным событиям, а также наиболее популярным поп- и рок-исполнителям, visual-kei группам, как indies, так и major лейблов.
musicJAPANplus имеет тесные связи с многими ведущими компаниями музыкальной индустрии Японии, предлагая своим читателям актуальные и достоверные интервью и отчеты с концертов известных японских музыкантов.
Информация предоставляется преимущественно на английском и японском, а также на китайском, немецком, русском, корейском, французском, португальском, испанском, индонезийском, финском, итальянском, польском, шведском и датском языках.
Каждый месяц на обложке musicJAPANplus Вы можете видеть исполнителей, которые являются артистами месяца в musicJAPANplus. Это значит, что Вас ожидает эксклюзивная информация об этом исполнителе, обновляемая наиболее часто посравнению со статьями о других музыкантах. Особое место в musicJAPANplus занимают Miyavi, LM.C, w-inds., VAMPS и HAKUEI.
musicJAPANplus представляет не только эксклюзивные интервью и отчеты с концертов, но и специальные проекты, в которых сами исполнители принимают непосредственное участие.

## Эксклюзивные статьи musicJAPANplus

### Special Features+
- Отчеты с концертов, интервью, видео-сообщения.

### Articles+
- Каждый месяц musicJAPANplus организует Специальные Проекты, посвященные известным японским музыкантам (Special Corners)

1. 「V-ROCK FESTIVAL'09」
2. 「Spotlight: AREA INDIES」
3. 「Kagrra, Takes Brazil」
4. 「Animagic 2009 Special Report」
5. 「Mix Speaker's,Inc. Sunflower Project」
6. 「What Gives Me Peace & Smiles」
7. 「MY KawayusuRock o(≧∀≦)o EXPERIENCE」
8. 「PS Company video corner」
9. 「PS Company Special Review collection!」
10. 「PS Company 10th anniv. Special KAKIZOME project」
11. 「OTOKAGE Special Spotlight Space」
12. 「An Cafe Special Spotlight Space」
13. 「LM.C Special Spotlight Space」
14. 「PSC X MJP SPECIAL CORNER」
15. 「hide Birthday Party special corner!!」

- Персональные Проекты Японских Исполнителей

1. 「Pass the Baton Around the World♪」 от SCREW
2. 「"Gotta have it!!"」 от DaizyStripper
3. 「Dr. HAKUEI」 от HAKUEI,Penicillin etc.

- PRESS NOTES: Записки редакторов musicJAPANplus в форме блога, предшествующие официальной публикации Интервью или Отчета с данного концерта.
- Сезонный Опрос Звезд: Опросы из пяти кратких вопросов участникам групп на определенную тему, посвященные Японии и тому или иному времени года. Эта Эксклюзивная Колонка является одной из самых популярных среди читателей musicJAPANplus.
- Модный Обзор: Раздел, посвященный моде японских исполнителей, а также самих фанатов, посещающих их концерты. Вы совершите увлекательное путешествие в мир моды благодаря красочным фотографиям и видеоматериалам.
- Архив Новостей Johnny’s Entertainment: Все, что должен знать поклонник японской поп-музыки, в частности творчества артистов Johnny’s Entertainment.
- Манга, выпускаемая musicJAPANplus: Carrot Orange Sun: Манга
- Tokyo Navi 〜What’s new in Japan〜: Гид по концертным площадкам Токио, оптимальные маршруты.

## Выпуски musicJAPANplus по годам
Артисты и Группы, присутствовавшие на обложках musicJAPANplus в разные месяцы

### 2006
- 02-hide
- 04-Toshi Kubota
- 06-nano
- 09-BONNIE PINK

### 2007
- 01-Ayumi Hamasaki
- 06-crack6
- 08-Miyavi
- 09-machine
- 10-Ayumi Hamasaki
- 11-Acid Black Cherry
- 12-KREVA

### 2008
- 01-HAKUEI
- 02-LM.C
- 03-Hikaru Utada
- 04-An Cafe
- 05-hide
- 06-w-inds.
- 07-Miyavi
- 08-Anna Tsuchiya
- 09-Alice Nine
- 10-Sincrea
- 11-D
- 11-hide
- 12-PS Company

### 2009
- 01-Miyavi
- 02-LM.C
- 03-An Cafe
- 04-Miyavi
- 05-Tohoshinki
- 06-Mix Speaker's,Inc.
- 07-Aural Vampire
- 08-VAMPS
- 09-the GazettE
- 10-Screw
- 11-Mucc
- 12-w-inds.

### 2010
- 01-An Cafe и SUGIZO
- 02-Breakerz

## Официальные ссылки
- musicJAPANplus
- coolJAPANstore
- musicJAPANplus MySpace
- musicJAPANplus Facebook
- musicJAPANplus Twitter
- coolJAPANstore Twitter